# Данганнон
Данганнон (англ. Dungannon, ирл. Dún Genainn) — это город в Северной Ирландии, административный центр одноимённого района. Город расположен в центральной части региона, в графстве Тирон. Данганнон имеет долгую и богатую историю, тесно связанную с ирландской культурой, а также был важным центром торговли и промышленности в различные исторические периоды. На сегодняшний день он является значимым местом для местных жителей, а также удобным транспортным узлом и культурным центром.

## Географическое расположение
Данганнон расположен примерно в 20 километрах к югу от города Арма и в 90 километрах к западу от Белфаста, административной столицы Северной Ирландии. Он находится на пересечении важнейших транспортных путей, что делает его стратегически удобным для торговли и связи с другими регионами. Город расположен на живописных холмах, в окружении сельскохозяйственных угодий, что также добавляет ему привлекательности как для местных жителей, так и для туристов.

## История города
История Данганнона уходит в глубь веков, и город был важным центром уже в Средневековье. Его название происходит от ирландского Dún Genainn, что переводится как «крепость Генна», вероятно, в честь какого-то раннего вождя или местного правителя. Крепость была построена на холме и использовалась как стратегическая оборонительная точка. Историки предполагают, что поселение существовало с давних времён, а сам холм стал важным местом для местных вождей и королей.
В XIII веке Данганнон был захвачен англосаксонскими норманнами и стал частью их колониальных владений. В течение многих веков город оставался важным административным и торговым центром, а также местом для королевских резиденций и заседаний.
В эпоху раннего Нового времени Данганнон был важным узлом для ирландских сепаратистов и монархистов. После Английской революции и в ходе многочисленных конфликтов на территории Ирландии Данганнон был местом многих событий, которые повлияли на развитие региона и страны в целом.

## Экономика и промышленность
В XIX и XX веках Данганнон стал важным промышленным центром, с развитием текстильной и лёгкой промышленности. Одна из ключевых отраслей, которая стала известна на весь регион — производство сельскохозяйственных машин и оборудования, а также пищевая промышленность.
В последние десятилетия город пережил значительные изменения в своей экономической структуре. В то время как текстильная промышленность постепенно теряла своё значение, Данганнон стал важным центром для малых и средних предприятий, а также для сферы услуг и розничной торговли. Многие торговые и деловые организации нашли своё место в этом городе, что поспособствовало его экономическому росту.

## Современная жизнь
Сегодня Данганнон — это развивающийся город с населением около 12 000 человек, который продолжает играть важную роль в экономической жизни региона. Город обладает развитыми инфраструктурными объектами, такими как школы, медицинские учреждения и торговые центры. Данганнон также является важным транспортным узлом благодаря своему расположению на пересечении основных автомобильных дорог, что способствует его связи с Белфастом, Армой и другими крупными городами Северной Ирландии.
В последние годы Данганнон стал популярным среди тех, кто ищет спокойную жизнь в пригороде при этом сохраняя доступность всех благ городской жизни. Город также привлекает туристов, предлагая богатое культурное наследие и живописные природные виды.

### Культурное наследие и достопримечательности
Данганнон не обладает большим количеством масштабных туристических достопримечательностей, однако здесь есть несколько исторически значимых и культурных объектов, которые привлекают внимание посетителей:
1. The Hill of the O'Neill — Один из самых известных исторических объектов города. Это холм, на вершине которого находилась крепость, а также резиденция клана О'Нилов, правившего регионом. С вершины холма открывается панорамный вид на город и окружающие его сельские территории.
2. Церковь Святого Патрика — Здание, отражающее как местные религиозные традиции, так и архитектурные особенности региона.
3. Музей Данганнона — Музей, который знакомит посетителей с историей города, его промышленным и культурным наследием, а также с жизнью местных жителей.
4. Городской парк — Место для отдыха и прогулок с живописными ландшафтами, часто используемое для проведения местных мероприятий и фестивалей.

### Современные культурные события
Город активно поддерживает культурные инициативы, проводя различные фестивали, выставки и концерты. Одним из таких мероприятий является ежегодный Dungannon Show, который представляет собой сельскохозяйственное и ремесленное шоу с участием местных производителей и ремесленников.
Данганнон также известен своей музыкальной и театральной сценой, и в последние годы в городе стали популярны различные культурные и спортивные мероприятия, привлекающие как местных жителей, так и туристов.

### Политика и управление
Данганнон является частью района Dungannon and South Tyrone Borough Council и играет важную роль в административной жизни региона. В последние десятилетия город столкнулся с различными политическими вызовами, связанными с долгосрочными конфликтами в Северной Ирландии, однако сегодня он является мирным и гармоничным местом для жизни и работы.